# Адмирал (Россия)
Адмира́л (Россия) — воинское звание высшего офицерского состава в Военно-Морском Флоте России. Соответствует армейскому званию «генерал-полковник».
В военно-морских силах страны это воинское звание выше по рангу, чем вице-адмирал, и ниже, чем адмирал флота.

## История звания
| Младшее звание: Вице-адмирал | Адмирал | Старшее звание: Адмирал флота |
| Младшее звание: Вице-адмирал | Адмирал | Генерал-адмирал               |

В России Пётр I установил 4 адмиральских чина:
- генерал-адмирал — соответствовал рангу генерал-фельдмаршала,
- адмирал — полному генералу,
- вице-адмирал — генерал-лейтенанту и
- контр-адмирал — генерал-майору. Подробнее см. Табель о рангах.

Во время Гражданской войны после прихода к власти адмирала А. В. Колчака в столице Белого движения городе Омске были разработаны образцы адмиральских погон для чинов Русской армии. Уже 6 декабря 1918 г. приказом Верховного главнокомандующего адмирала А. В. Колчака № 22 по Флоту и Морскому ведомству были утверждены описание и рисунки адмиральских погон, использовавшиеся впоследствии чинами Восточного фронта.
Указом Президиума Верховного Совета СССР от 7 мая 1940 г. «Об установлении воинских званий высшего командного состава Военно-Морского Флота» были установлены воинские звания: для высшего строевого командного состава корабельной службы — контр-адмирал, вице-адмирал, адмирал, адмирал флота; для инженеров корабельной службы — инженер-контр-адмирал, инженер-вице-адмирал, инженер-адмирал.
Указом Президиума Верховного Совета СССР от 3 марта 1955 г. «О воинском звании Адмирал флота» отменено воинское звание адмирал флота и введено воинское звание Адмирал флота Советского Союза.
Указом Президиума Верховного Совета СССР от 28 апреля 1962 г. «Об установлении воинского звания „Адмирал флота“» восстановлено воинское звание адмирал флота.
Указом Президиума Верховного Совета СССР от 18 ноября 1971 г. № 2319-VIII «О воинских званиях офицерского состава Вооруженных Сил СССР» введены инженерные воинские звания корабельного состава ВМФ и пограничных войск: адмирал-инженер, вице-адмирал-инженер, контр-адмирал-инженер (вместо инженер-адмирала, инженер-вице-адмирала, инженер-контр-адмирала соответственно).
Указом Президиума Верховного Совета СССР от 26 апреля 1984 г. № 89-XI «О воинских званиях офицерского состава Вооруженных Сил СССР» инженерные воинские звания корабельного состава ВМФ и пограничных войск отменены.
В ВМФ Вооруженных Сил Российской Федерации сохраняются воинские звания: контр-адмирал, вице-адмирал, адмирал, адмирал флота.
В категории войсковых военнослужащих званию адмирал соответствует звание генерал-полковник.

### История знаков различия воинского звания в России
Образцы знаков различий Aдмирал и эквивалент в Российском императорском флоте
| Чин                                | Российский императорский флот | Российский императорский флот | Российский императорский флот                                | Российский императорский флот | Российский императорский флот         | Российский императорский флот         | Российский императорский флот          | Российский императорский флот | Флот Российской Республики |
| нарукавный знак погон эполет       |                               |                               |                                                              |                               |                                       |                                       |                                        |                               |                            |
| Код 16 Класс по Табели о рангах II | … РИ Флот (1892—1904)         | … РИ Флот (1904—1917)         | … Русской армии (Верховного правителя А. В. Колчака 1919 г.) | Генерал КИМСЧ (1837-1892)     | Генерал по адмиралтейству (1904—1917) | Генерал по адмиралтейству (1904—1917) | Генерал морской артиллерии (1904—1917) | Генерал ККИФ (1907-1917)      | Нарукавный знак (1917)     |

Образцы знаков различий Aдмирал (ОФ-8) в СССР и Российской Федерации
| Чин                   | Военно-Морской Флот СССР                            | Военно-Морской Флот СССР              | Военно-Морской Флот СССР   | Военно-Морской Флот СССР | Военно-Морской Флот Российской Федерации | Военно-Морской Флот Российской Федерации | Военно-Морской Флот Российской Федерации | Военно-Морской Флот Российской Федерации | Военно-Морской Флот Российской Федерации |
| нарукавный знак погон |                                                     |                                       |                            |                          |                                          |                                          |                                          |                                          |                                          |
|                       | Нарукавный знак «Командующий флотилией» (1918—1935) | Нарукавный знак «Адмирал» (1935—1991) | погон к кителю (1943—1955) | … парадный (1955—1991)   | … нарукавный знак                        | … парадный (1994—2010)                   | … парадный к белой рубашке (1994—2010)   | … ежедневный (1994—2010)                 | … парадный (c 2010 года)                 |